# Tylothrips osborni
Tylothrips osborni är en insektsart som först beskrevs av Harold R. Hinds 1902.  Tylothrips osborni ingår i släktet Tylothrips och familjen rörtripsar. Inga underarter finns listade i Catalogue of Life.